# Anexarea Belarusului de Vest de către Uniunea Sovietică

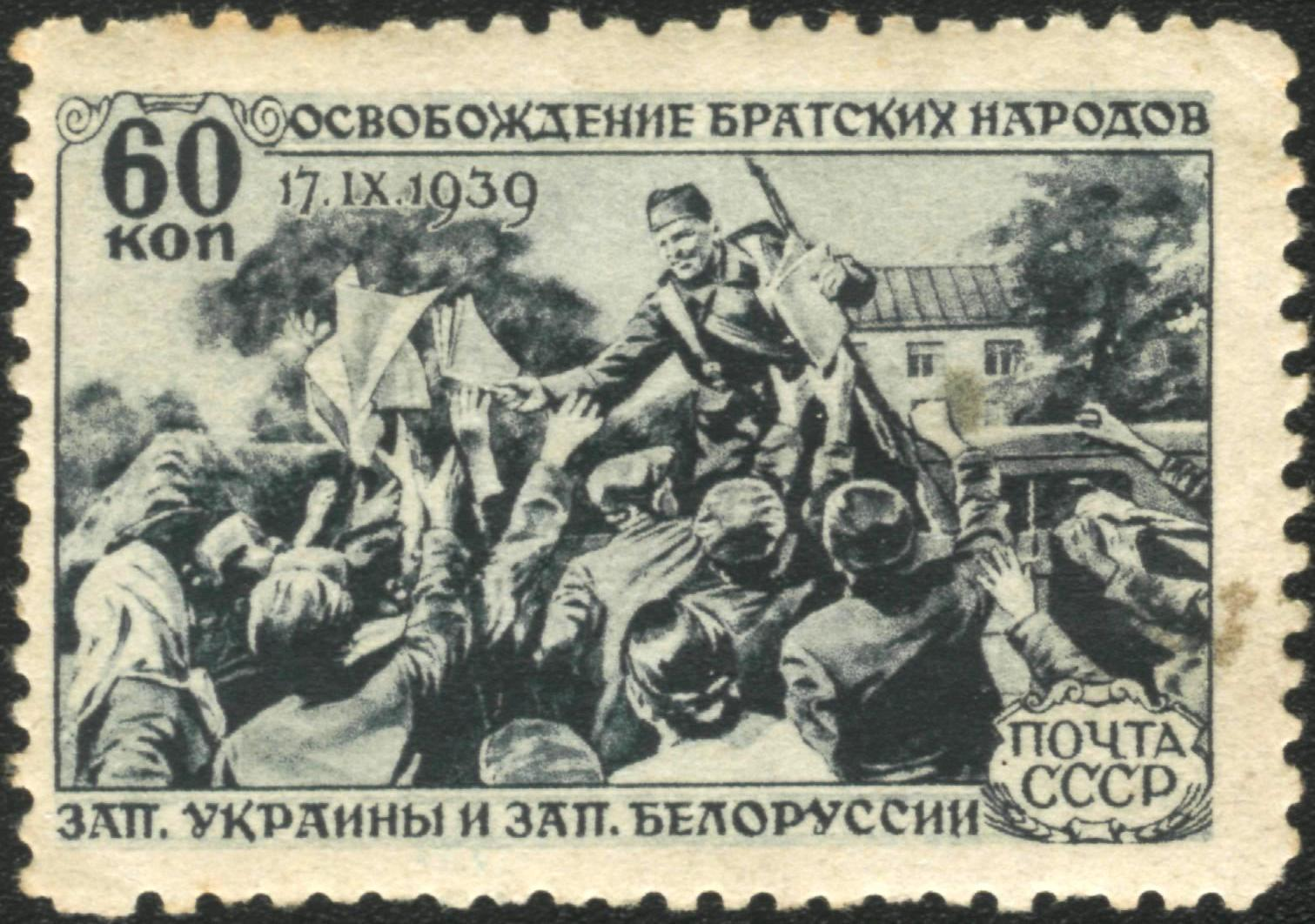
Timbru poștal sovietic din 1940 care celebrează „eliberarea” Ucrainei de Vest și Bielorusiei de Vest

În baza unei clauze secrete a Pactului Molotov-Ribbentrop, Uniunea Sovietică a invadat Polonia la 17 septembrie 1939, cucerind provinciile estice ale celei de-a Doua Republici Poloneze. Provinciile estice ale Poloniei interbelice erau locuite de o populație mixtă din punct de vedere etnic, iar etnicii polonezi și evreii polonezi erau majoritari în orașe. Aceste terenuri formează acum coloana vertebrală a Ucrainei de Vest și a Belarusului de Vest.
Anexarea teritoriilor poloneze, care au fost atașate Bielorusiei Sovietice și Ucrainei Sovietice, a condus la creșterea teritorială a statului sovietic cu o suprafață de aproximativ 200.000 km2 și la creșterea populației cu 13,7 milioane de persoane.

## Anexarea jumătății de est a Poloniei interbelice
La 17 septembrie 1939, Armata Roșie a intrat pe teritoriul Poloniei, acționând în baza unei clauze secrete a Pactului Molotov-Ribbentrop, care fusese încheiat între Uniunea Sovietică și Germania Nazistă. Ulterior, Uniunea Sovietică a negat existența acestui protocol secret, susținând că nu a fost niciodată aliată cu Reich-ul german și că a acționat independent pentru a „proteja” minoritățile ucrainene și belaruse din statul polonez aflat în proces de dezintegrare.
Milițiile prosovietice au organizat demonstrații de sprijin în acele teritorii. Imediat după intrarea pe teritoriul Poloniei, Armata Sovietică a contribuit la înființarea „administrațiilor provizorii” în orașe și a „comitetelor țărănești” în sate cu scopul de a pregăti organizarea unor alegeri cu o singură listă de candidați pentru noua „Adunare a Poporului din Belarusul de Vest”. Alegerile au fost concepute pentru a da anexării o aparență de legalitate, dar au fost departe de a fi libere sau corecte. Alegătorii aveau de ales doar un singur candidat pentru fiecare post de deputat, acesta fiind adesea un comunist local sau o persoană trimisă din Belarusul Sovietic în Belarusul de Vest; comisarii Partidului Comunist au furnizat apoi adunării rezoluții care să împingă naționalizarea băncilor și a industriei grele și transferurile de pământ către comunitățile țărănești. Alegerile au avut loc în 22 octombrie 1939; autoritățile sovietice au raportat participarea a 93% din alegătorii provinciei anexate, dintre care 91% i-au susținut pe candidații propuși. Ședința Adunării Poporului din Belarusul de Vest desfășurată în 30 octombrie 1939 la Bielastok (Białystokul polonez⁠(d)) a confirmat decizia sovietică de aderare la Republica Socialistă Sovietică Bielorusă. Adunarea Poporului din Belarusul de Vest a votat în unanimitate propunerea de a-i mulțumi lui Stalin pentru eliberarea provinciei și a trimis o delegație la Moscova pentru a cere includerea oficială a teritoriilor anexate în cadrul RSS Bieloruse. Sovietul Suprem al RSS Bieloruse⁠(d) a votat pentru aprobarea acestei cereri la 1 noiembrie 1939. Legea privind integrarea Belarusului de Vest în cadrul Republicii Sovietice Socialiste Bieloruse a fost semnată la 14 noiembrie 1939 în cadrul unei sesiuni extraordinare a Sovietului Suprem.
Invazia sovietică în Polonia a fost descrisă de propaganda sovietică drept „eliberarea Ucrainei de Vest și a Bielorusiei de Vest”. Mulți etnici belaruși au salutat unirea cu Republica Sovietică Socialistă Bielorusă.

## Deportări și arestări
Sovieticii au început rapid să confiște, să naționalizeze și să redistribuie toate proprietățile deținute de statul polonez, precum și proprietățile particulare. În cei doi ani care au urmat anexării, sovieticii au arestat aproximativ 100.000 de cetățeni polonezi din fostele provincii estice ale Poloniei. Din cauza lipsei de acces la arhivele secrete sovietice și bieloruse, numărul cetățenilor polonezi din Bielorusia de Vest care au fost deportați în Siberia sau au murit sub ocupația sovietică a fost doar estimat pe parcursul multor ani de după încheierea războiului. În august 2009, cu ocazia împlinirii a 70 de ani de la invazia sovietică, Institutul Polonez al Memoriei Naționale⁠(d) a anunțat că cercetătorii săi au redus estimarea numărului de persoane deportate în Siberia la circa 320.000. Aproximativ 150.000 de cetățeni polonezi au murit în timpul ocupației sovietice.